# Gerach (Baviera)
Gerach è un comune tedesco di 1 012 abitanti, situato nel land della Baviera.